# Новодністровська телевежа
Новодністровська телевежа — телекомунікаційна вежа заввишки 250 м, споруджена у 1987 році у Новодністровську Чернівецької області.

## Характеристика
Висота вежі становить 250 м. Висота над рівнем моря — 220 м. Радіус потужності покриття радіосигналом становить 60 км. Прорахунок для DVB-T2 — 205 м.